# Colpodonta crenulata
Colpodonta crenulata là một loài bướm đêm trong họ Geometridae.